# Vol direct
Dans l'aviation, un vol direct relie deux points sans changement de numéro de vol ; il est exploité par une compagnie aérienne et peut comprendre des escales à un point intermédiaire. L'escale peut soit permettre à des passagers de monter à bord ou à d'autres de débarquer, soit servir de simple escale technique, par exemple pour ravitailler. Les vols directs sont souvent confondus avec les vols sans escale qui ne comprennent pas d'escale intermédiaire. Lorsqu'il y a changement du numéro de vol, le vol suivant est considéré comme un vol de correspondance.